# Dicranoptycha harpyia
Dicranoptycha harpyia är en tvåvingeart som beskrevs av Alexander 1946. Dicranoptycha harpyia ingår i släktet Dicranoptycha och familjen småharkrankar. Inga underarter finns listade i Catalogue of Life.